# 馬塞尼亞
馬塞尼亞是乍得的城市，也是沙里-巴吉爾米區的首府，位於首都恩賈梅納東南145公里，海拔高度330米，沙里河處於馬塞尼亞南面70公里。城內有機場設施，2005年人口3,368。
11°24′N 16°10′E / 11.400°N 16.167°E